# جامعة سومو الأهلية
جامعة سومو الاهلية  هي جامعة أهلية عراقية تقع في مدينة الحلة ضمن محافظة بابل ، تأسست عام 2024، تضم العديد من الكليات العلمية والإنسانية.

## كليات الجامعة وأقسامها
تضم الجامعة 3 كليات، وهي:
كلية طب الأسنان
كلية التقنيات الصحية والطبية وفيها اقسام:
قسم تقنيات المختبرات الطبية
قسم تقنيات البصريات
قسم تقنيات الأشعة
كلية التربية البدنية وعلوم الرياضة